# Капуста Кейл
Кейл, грюнколь, браунколь, чорна капуста (лат. Brassica oleracea var. sabellica) — дворічна овочева рослина, різновид городньої капусти родини капустяних.

## Характеристика
Листя чорної капусти ланцетоподібне, мереживне, з широкою поверхнею, забарвлення зелене або фіолетове. Листя кале не завивається і не утворює головку капусти у звичному нами розумінні. Чорна капуста вважається найближчою до дикої капусти серед одомашнених форм. У їжу вживається в основному листя. Центральне стебло зазвичай є надто твердим. Чорну капусту вирощують також як кормову культуру та з декоративною метою.
До кінця середньовіччя капуста була однією з найпоширеніших в Європі. Кучеряве листя цього сорту вже існувало поряд з пласким листям сортів в Греції у четвертому столітті до нашої ери.
Корнева система стрижневого типу, з потужним осьовим коренем і тонкими бічними відгалуженнями. В залежності від гібриду, довжина листків варіюється від 10–20 до 50–100 см, а ширина 5–15 см. 

### Існує декілька різновидів капусти кейл
- Кучерява
- Червона
- Сибірська
- Тростинова
- Діно
- Прем'єр
- Тосканський кейл (Чорна Тоскана)
- Скарлет

## Кулінарія
Листя чорної капусти добре заморожується і на смак стає солодшим і ароматнішим після приморозків. В Ірландії капусту змішують з картопляним пюре і утворюється традиційна страва. У Японії кейл популярна як харчова добавка. У Туреччині на чорноморському узбережжі з кейлу роблять суп. В Італії чорна капуста дуже популярна в тосканській кухні. 
У складі овоча містяться вітаміни K, С та кальцій, рідкісні мінерали і антиоксиданти, активна взаємодія яких здатна:
- нормалізовувати і покращувати роботу травного тракту;
- відновлювати роботу органів зору;
- поліпшувати структуру крові, в тому числі і згортання;
- постачати організм легкодоступними формами кальцію;
- пригнічувати патогенну мікрофлору в організмі;
- стимулювати імунітет;
- захищати органи і тканини проти розвитку онкологічних утворень.

Однак часте вживання капусти може мати і негативний вплив на організм. Як і інші зелені овочі, кейл слід включати в раціон помірно.